# سازه‌های غیرساختمانی

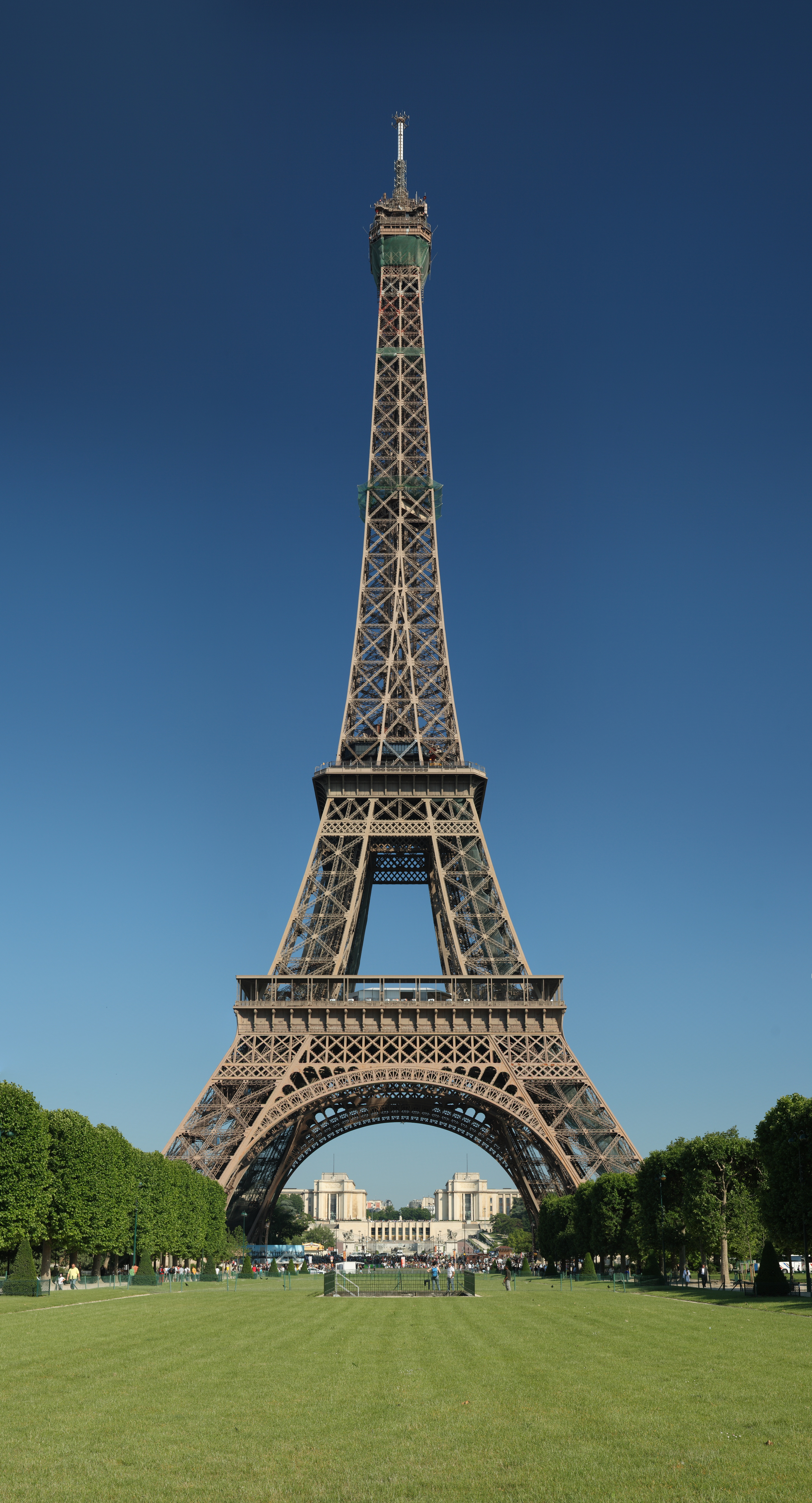
برج ایفل

سازه‌های غیرساختمانی (به انگلیسی: Nonbuilding structure) به سازه‌هایی گفته می‌شود که متشکل از اجزایی است که توانایی حمل بار را دارند اما برای زندگی یا استفاده مداوم انسان نیستند. این عبارت در نزد مهندسان عمران، مکانیک و معماران برای سازه‌هایی که ساختمانی (محل زندگی، کار یا اقامت شبانه‌روزی انسان)  نیستند، رایج است. 

## مثال‌ها

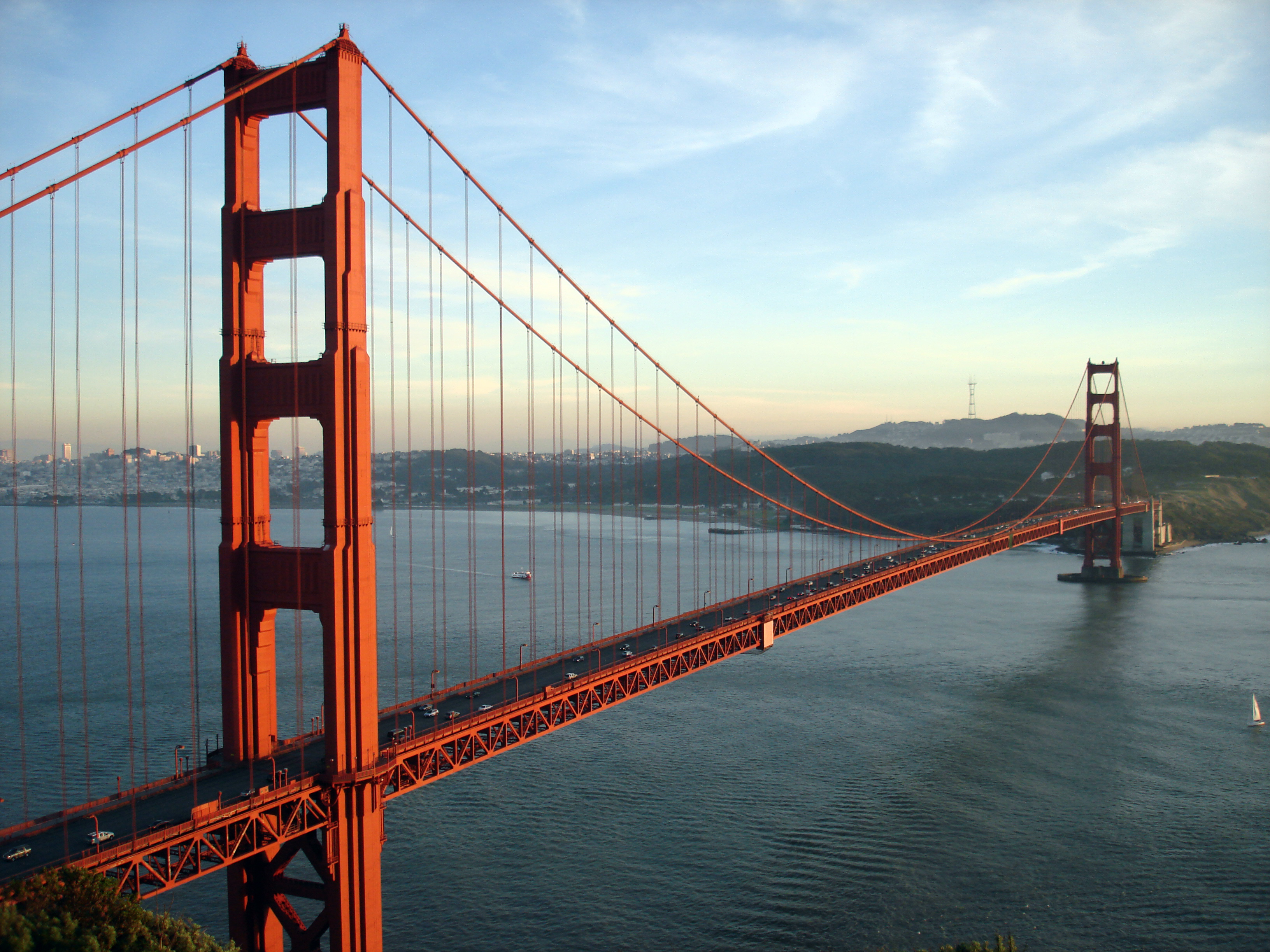
پل گلدن گیت

- پل‌ها
- سدها
- خطوط لوله
- تونل‌ها
- آبروها

## استثنائات
کیوسک‌ها، برج‌های مراقبت، نیروگاه‌ها و غیره.

## نگارخانه

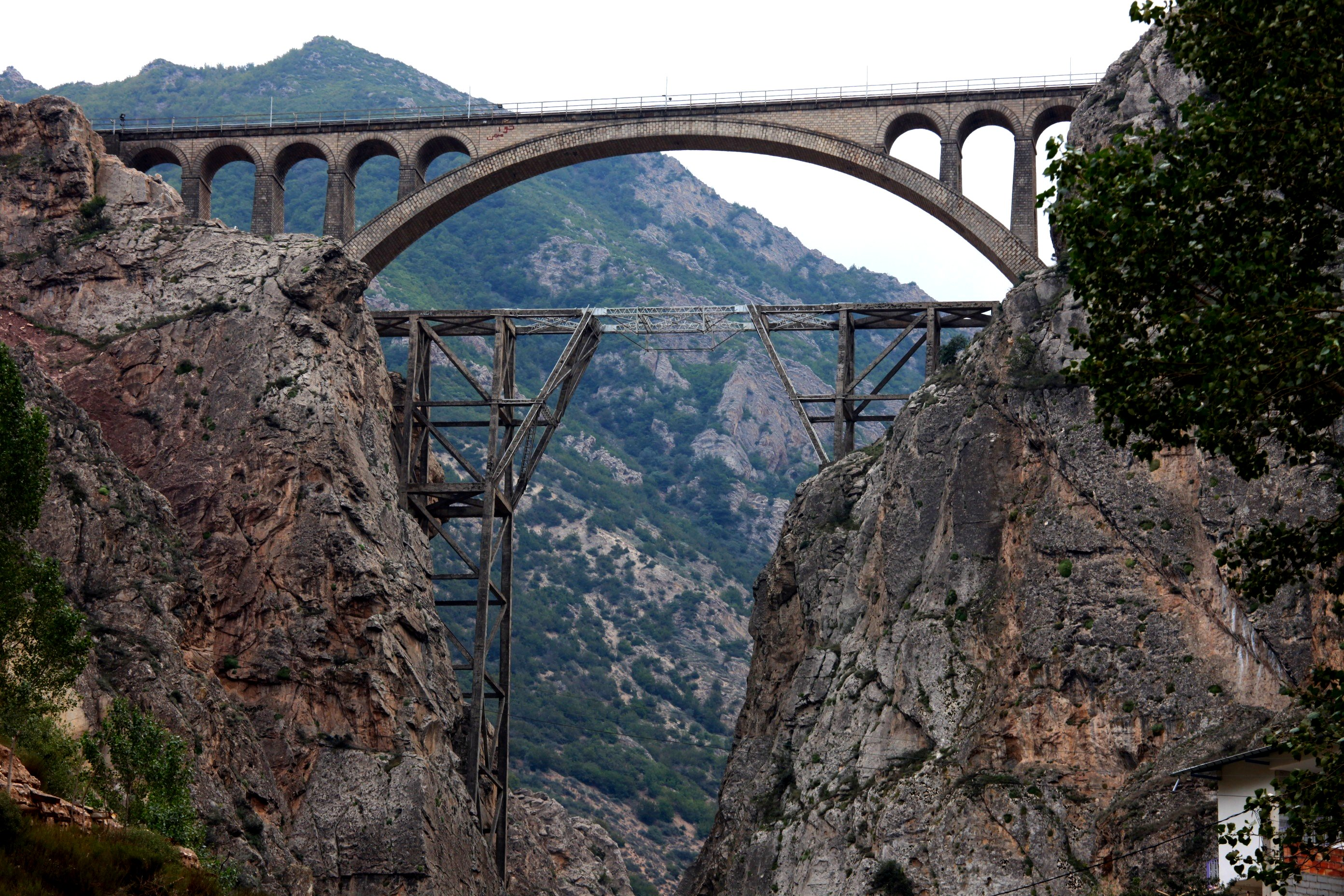
نمایی از پل ورسک
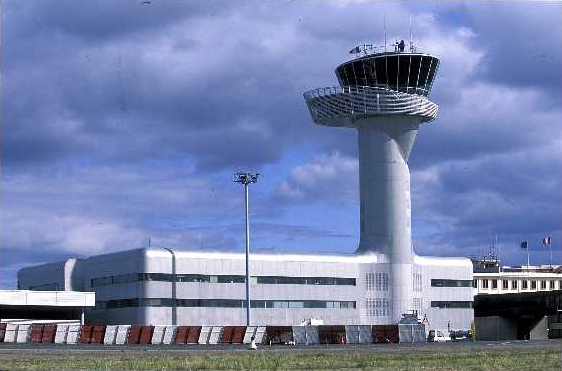
برج مراقبت فرودگاه بوردو–مریگناک